# Coprinopsis phlyctidiospora
Coprinopsis phlyctidiospora är en svampart som tillhör divisionen basidiesvampar, och som först beskrevs av Henri Romagnesi, och fick sitt nu gällande namn av Redhead, Vilgalys och Jean-Marc Moncalvo. Coprinopsis phlyctidiospora ingår i släktet Coprinopsis, och familjen Psathyrellaceae. Arten har ej påträffats i Sverige.